# Francisco Danzillo
Francisco Danzillo, referido em documentação coeva como Francisco Danzinho, foi um arquiteto militar biscainho que serviu a Manuel I de Portugal.

## Biografia
A partir de 1511 foi encarregado das praças portuguesas na costa do Marrocos junto ao estreito de Gibraltar: Alcácer-Ceguer, Ceuta, Arzila e Tânger, período em que os irmãos Diogo e Francisco de Arruda atendiam as praças mais a Sul, na costa atlântica, sucedendo nestas funções a Martim Lourenço.
Em 1514 encontrava-se em Ceuta, por onde passou Francisco de Arruda de regresso ao reino, tendo entregue a este os seus planos de defesa desta Praça-forte para que fossem apreciados pelo soberano. Neste momento trabalhava com Diogo Boitaca, que ali fora enviado do reino para medições e avaliações.